# Ursus C-330M
Ursus C-330M – ciągnik rolniczy produkowany w latach 1986–1993, jako modernizacja modelu C-330, będącego następcą modelu C-328.

## Historia modelu

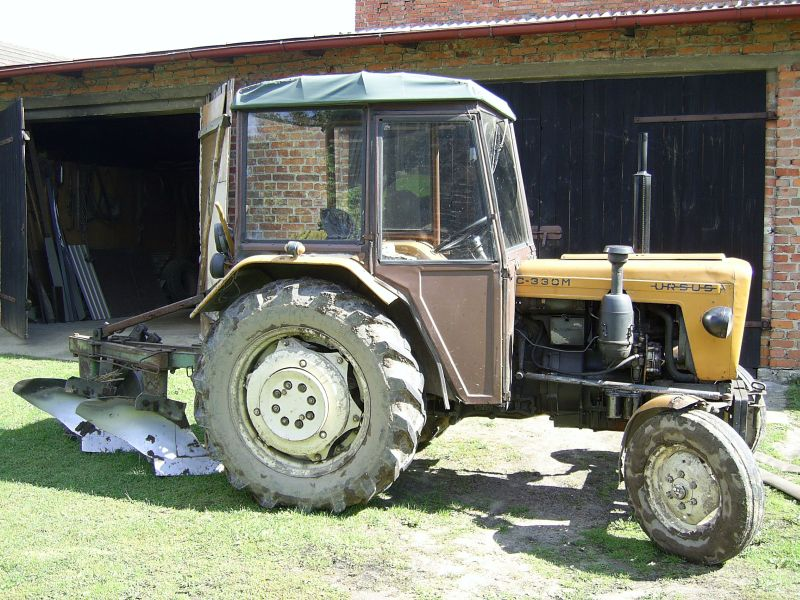
Ursus C-330M z pługiem

Doświadczenie zdobyte przy produkcji ciągników licencyjnych Massey Ferguson dało możliwość rozwoju krajowych ciągników, natomiast koszty produkcji i zachowanie jakości wymagały unifikacji produkcji części. Począwszy od roku 1986 zaczęto wprowadzać stopniowo większe zmiany w konstrukcji ciągnika, co doprowadziło do powstania Ursusa C-330M - modyfikacji Ursusa C-330.
Zasadniczo różnice polegają na zmianach w układzie napędowym. Dokonano modernizacji skrzyni biegów, tylnego mostu oraz zwolnic. Zmienione przełożenie zwolnic pozwala na szybszą o 8% jazdę. Zmiany miały na celu poprawienie wytrzymałości podzespołów, poprawieniu łożyskowań i uszczelnień. Skutkiem zmian było zastosowanie bębnów hamulcowych z innym mocowaniem. W rezultacie dokonywanie napraw układu hamulcowego jest bardziej uciążliwe. W skrzyni biegów występuje problem rozkręcania nakrętki koła zębatego wałka pośredniego.
W 1985 roku wprowadzono wysokie koło kierownicy, okrągły tłumik wydechu oraz nowy filtr powietrza, pochodzące z serii MF. Początkowo stosowano tłumik "krótki", a następnie w C-330M tłumik "długi" pochodzący od ciągnika C-360. 
Od 1.07.1986 roku rozpoczęto produkcję ciągników C-330M i C-335M.
W 1987 roku wprowadzono sprężarkę HS 24 oraz zmieniono sprzęgło (zmiana średnicy tarczy sprzęgła).
W 1988 roku zmodernizowano instalację elektryczną poprzez wprowadzenie instalacji z minusem na masie, elektroniczny przerywacz kierunkowskazów z kontrolką kierunkowskazów przyczepy i wyłącznikiem świateł awaryjnych (pochodzącymi z MF), blokadę rozrusznika przy włączonym reduktorze. Sygnał dźwiękowy przeniesiono na przednią maskę. Prądnicę i regulator napięcia dostosowano do zmienionej polaryzacji napięcia. Zmieniono kształt ręcznej dźwigni gazu.
W 1989 roku w silniku zmodyfikowano komorę spalania (zawory zrównane z głowicą, tłoki z płaskim denkiem), co miało na celu zmniejszenie zużycia paliwa. Wprowadzono zunifikowany zaczep transportowy pochodzący z serii MF. 
W 1990 roku złącza hydrauliki zewnętrznej przeniesiono na wewnętrzną stronę błotnika. Wprowadzono ręczną dźwignię hamulca postojowego pochodzącą od ciągnika MF.
W ostatnich rocznikach zmieniono kolor błotników i maski z żółtego na czerwony (jak w C-335). Dokonano także drobnych zmian konstrukcyjnych.

### Dane techniczne
- Maksymalna moc - 31KM
- Maksymalna prędkość – 25.31 km/h
- Pozostałe parametry – takie jak w modelu Ursus C-330
- Siedzisko grammer